# Maurice Holleaux
Maurice Holleaux, né à Château-Thierry le 15 avril 1861 et mort à La Ferté-sous-Jouarre  le 21 septembre 1932, est un historien, archéologue et épigraphiste français spécialiste de la Grèce antique.

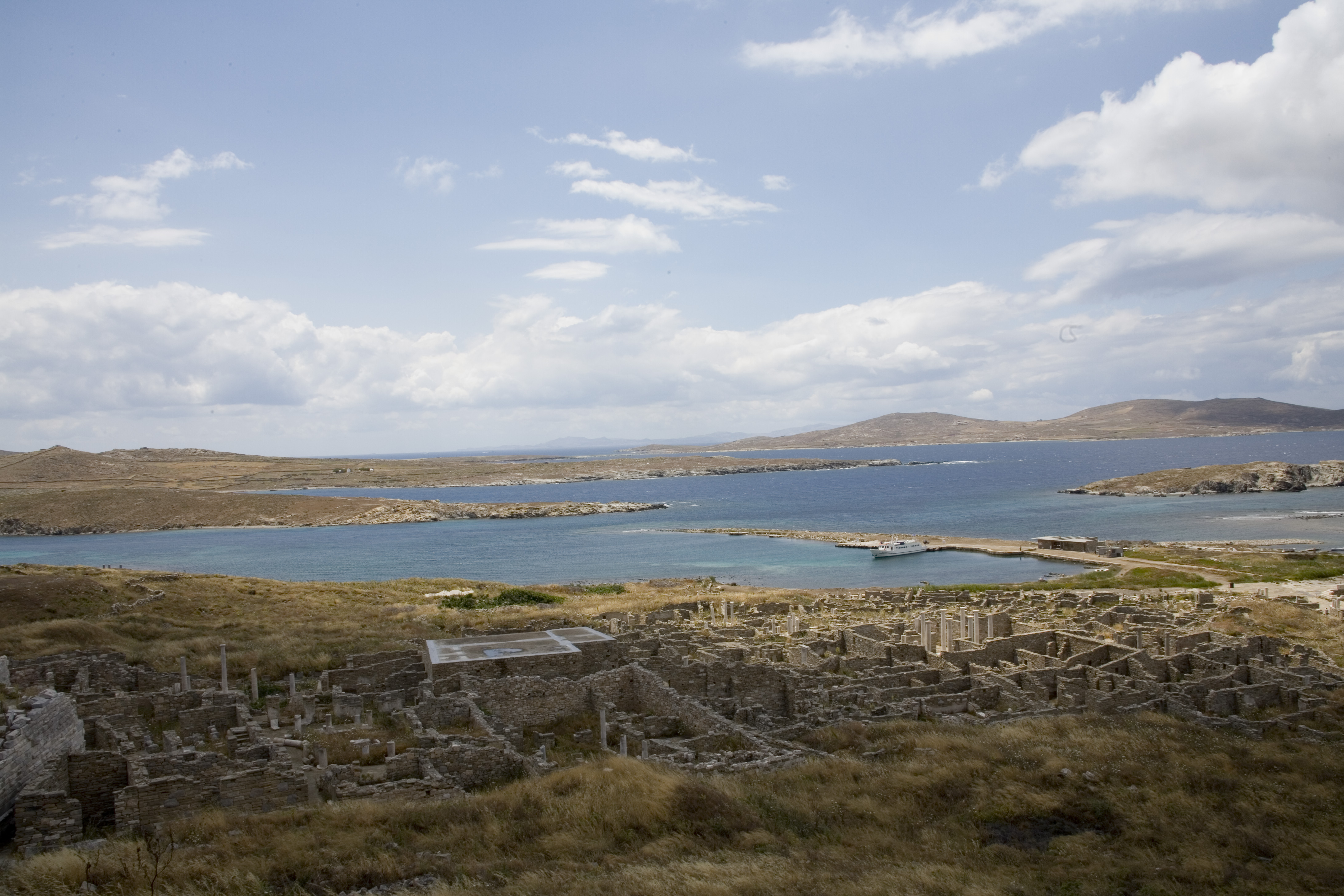
Le site de Délos dont l'exploration archéologique fut fortement impulsée par Maurice Holleaux durant sa direction de l'École française d'Athènes

## Biographie

### Années de formation
Il entre à l'École normale supérieure en 1879. Il est agrégé d'histoire en 1881 et devient membre de l'École française d'Athènes en 1882. Il mène alors des explorations épigraphique à Samos puis à Rhodes. Il consacra par la suite à Rhodes une importante activité scientifique. En 1884, il effectue des missions en Asie mineure durant lesquelles il découvre avec Pierre Paris l'inscription de Diogène d'Œnoanda. De retour en Grèce, il découvre en Béotie le sanctuaire du Ptoion. Entre 1884 et 1891, il dirige la fouille de ce sanctuaire dédié à Apollon Ptoios en Béotie. En 1888, il découvre une inscription portant le texte du discours que Néron prononça à Corinthe en 67 pour rendre aux Grecs leur liberté.

### Carrière universitaire
Il est ensuite nommé à l'université de Lyon en 1888. Il devient alors l'ami de Philippe Fabia. Ses recherches délaissent le domaine archéologique pour se consacrer plus exclusivement à l'épigraphie. Il devient le premier directeur du musée des moulages de l'université de Lyon en 1893, avant de laisser la place en 1898 à Henri Lechat.
Quittant Lyon après seize années d'enseignement, il dirige l'École française d'Athènes de 1904 à 1912. Succédant à Théophile Homolle, il dirige les activités archéologiques de l'école et supervise alors l'exploration archéologique de Délos.
À son retour en France, il est chargé de cours à la faculté des lettres de Paris. En 1918, il publie un mémoire qui devint ensuite sa thèse complémentaire : Étude sur la traduction en grec du titre consulaire. En 1923, il soutient sa thèse principale, achevée à la fin de 1920 : Rome, la Grèce et les monarchies hellénistiques au IIIe s. av. J.-C., 273-205 dans une séance restée mémorable où il fit lui-même la critique de ses propres travaux. L'ouvrage renouvelle profondément pourtant le regard porté sur l'attitude de Rome envers les Grecs. Holleaux est alors nommé professeur titulaire d'une chaire d'antiquité hellénistique à la Sorbonne.
Il devient en 1928 membre de l'Académie des inscriptions et belles-lettres. En 1927, il succède à Paul Foucart à la chaire d'épigraphie grecque du Collège de France.
Il fut le maître de Louis Robert qui rassembla et publia à titre posthume ses articles. L'un de ses fils fut le magistrat et juriste Georges Holleaux (1893-1973).

## Publications

### Ouvrages
- Discours prononcé par Néron à Corinthe en rendant aux Grecs la liberté, 28 novembre 67 J.-C., Lyon, 1889 (lire en ligne)
- ΣΤΡΑTΗΓΟΣ ΎΠΑΤΟΣ (Strategos hupatos) : Étude sur la traduction en grec du titre consulaire, Paris, 1918 (lire en ligne).
- Rome, la Grèce et les monarchies hellénistiques au IIIe siècle avant J. C. (273-205), de Boccard, Paris, 1921 (lire en ligne).
- Études d'épigraphie et d'histoire grecque, t. I-II, textes rassemblés par Louis Robert, Paris, 1938.
- Études d'épigraphie et d'histoire grecque, t. III, textes rassemblés par Louis Robert, Paris, 1942.
- Études d'épigraphie et d'histoire grecque, t. IV, textes rassemblés par Louis Robert, Paris, 1952.
- Études d'épigraphie et d'histoire grecque, t. V, textes rassemblés par Louis Robert, Paris, 1957.

### Articles (sélection)
- Sur un passage de Flavius Josèphe : (Antiq. jud., XII, 4, § 155), extrait de la Revue des études juives, octobre-décembre 1899, no 78 (lire en ligne)
- « The Romans in Illyria », Cambridge ancient History, VII, 1928.
- « Rome and Macedon », Cambridge ancient History, VIII, 1930.
- « The Romans against Philip », Cambridge ancient History, VIII, 1930.
- « Rome and Antiochos », Cambridge ancient History, VIII, 1930.